# Aïn El Hammam
Aïn El Hammam é um distrito da província de Tizi Ouzou, Argélia. Em 2008, sua população era de 51 431 habitantes.